# حمام بیلقان
حمام بیلقان مربوط به دوره قاجار است و در شهرستان کرج، بخش آسارا، دهستان آسارا، روستای بیلقان، خیابان سازمان آب، کوچه کلانتری واقع شده و این اثر در تاریخ ۱۵ دی ۱۳۸۷ با شمارهٔ ثبت ۲۴۳۷۵ به‌عنوان یکی از آثار ملی ایران به ثبت رسیده است.